# That’s You!
That’s You! ist ein vom englischen Entwicklerstudio Wish Studios exklusiv für die PlayStation 4 entwickeltes Partyspiel für bis zu sechs Mitspieler. Es ist das erste Videospiel, welches das PlayLink genannte System unterstützt, bei dem nicht der Controller, sondern ein Smartphone oder ein Tabletcomputer mit Android- oder iOS-Betriebssystem als Eingabegerät zur Steuerung genutzt wird. That’s You! wurde erstmals auf der Fachmesse Electronic Entertainment Expo 2017 in Los Angeles vorgestellt und ist weltweit am 5. Juli 2017 erschienen.

## Voraussetzungen
Neben dem Download oder dem Kauf einer physischen Version des Spiels für PlayStation 4, ist die Installation einer zusätzlichen App erforderlich, welche kostenlos im Google Play Store für Android-Betriebssysteme respektive im App Store für Geräte mit iOS-Betriebssystem zur Verfügung steht. Notwendig ist es zudem, dass sich alle Geräte im selben WLAN-Netz befinden, damit die Kommunikation zwischen Spielkonsole und Smartphone oder Tablet gewährleistet ist.

## Spielablauf
Bei That’s You! handelt es sich um ein Partyspiel, bei dem bis zu sechs Spieler aufgefordert werden, ihre Freunde anhand der Beantwortung von Fragen einzuschätzen. Das Spiel unterteilt sich in mehrere Runden, die in verschiedenen Themenbereichen mit mehreren Unterkategorien angesiedelt sind, beispielsweise Kochen, Inselleben oder Ausgehen. So soll zum Beispiel geklärt werden, wer von der Gruppe für den schlechtesten Koch gehalten wird oder wem man am ehesten ein Überleben in der Wildnis zutrauen würde. In jeder Runde rückt ein Spieler in den Mittelpunkt, sodass von allen Mitspielern Fragen zu seinem Verhalten in einer konkreten Situation beantwortet werden müssen. Mittels Abstimmung werden Punkte an diejenigen vergeben, die mehrheitlich den richtigen Mitspieler gewählt haben. Wenn man sich sicher bei einer Antwort ist, hat man zudem die Möglichkeit, einen Joker zu setzen und so die Punkte zu verdoppeln. Das Spiel enthält ca. 1000 vorgefertigte Fragen, weitere können auch von den Spielern selber hinzugefügt werden. Unterschiedliche Interaktionen wie das Zeichnen eines Mitspielers oder das Anfertigen von Selfies lockern das Spielgeschehen auf. In der App gibt es zudem einen Modus „Weitergeben“, der ohne die PlayStation 4 gespielt werden kann. Hier soll ein zuvor aufgenommenes Foto zu einem bestimmten Thema mit einer Zeichenfunktion bearbeitet werden. Nach 30 Sekunden wird das Smartphone oder Tablet weitergegeben, und der nächste Mitspieler zeichnet an der gleichen Stelle weiter. Das finale Bild kann am Ende über verschiedene soziale Kanäle, beispielsweise Facebook, geteilt werden.

## Rezeption
Erste Berichte der Fachpresse sprechen von einem einfachen, auch für Gelegenheitsspieler geeigneten Konzept, welches, besonders beim gemeinsamen Spielen mit mehreren Personen, für eine gelungene Unterhaltung sorgt.